# Demeter (Vorname)
Demeter ist ein männlicher Vorname.

## Herkunft und Bedeutung
Der Name bedeutet möglicherweise Erdenmutter, gebildet vom Griechischen δα (da), das Erde bedeutet, und μητηρ (meter) für Mutter. In der griechischen Mythologie war Demeter eine Göttin. 
Demeter ist aber auch die ungarische Form des Namens Demetrios.
Als weibliche Namensvarianten existieren Demetra und Dimitra.

## Namensträger
- Demeter Bitenc (1922–2018), slowenischer Schauspieler
- Demeter Diamantidi (1839–1893), Wiener Alpinist, Eisläufer und Maler
- Demeter Isopescul (1839–1901), rumänischer Lehrer im österreichischen Kronland Bukowina
- Demeter Koko (1891–1929), österreichischer Maler und Zeichner des Spätimpressionismus
- Demeter Laccataris (1798–1864), österreichisch-ungarischer Porträtmaler griechischer Herkunft
- Demeter Popovici (1859–1927), rumänischer Opernsänger der Stimmlage Bariton